# Lebara (España)
Lebara España es una de las marcas de servicios de telecomunicaciones bajo las cuales opera Xfera Móviles, S.A.U. (Yoigo), filial del Grupo MásMóvil, que ofrece telefonía móvil e internet (5G y 4G) en España. Está orientada a llamadas internacionales. Actualmente dispone de red 5G/LTE propia Yoigo-MásMóvil, 5G/LTE Orange y 3G Movistar.
El 21 de noviembre de 2018, el Grupo MásMóvil compra Lebara España, un operador móvil virtual que operaba en la red de Vodafone con 423.000 clientes, dedicado al segmento del prepago étnico, a Lebara Mobile Group B.V. a través de su filial Lebara Ltd. El precio de la operación fue en principio de 50 millones de euros, ampliable a 55 millones.